# Héctor Zambrano Opazo
Héctor Zambrano Opazo (Lota, 16 de abril de 1939 – Concepción, 10 de julio de 2016) fue un abogado y político chileno, miembro del Partido Demócrata Cristiano (PDC). Entre 1994 y 1998 fue diputado por el distrito N.° 59.

## Biografía
Nació en Lota, el 16 de abril de 1939. Hijo de Galindo Zambrano Rodríguez y de Elena del Carmen Opazo Fuentes.
Estuvo casado con María Sonia González Obreque y tuvieron cuatro hijos.
Sus estudios secundarios los realizó en el Liceo de Coronel, entre los años 1950 y 1955.
Una vez terminada la etapa escolar, entre 1957 y 1966 comenzó a trabajar en la Compañía Carbonífera Lota-Schwager, asumiendo la presidencia del Sindicato de empleados entre 1963 y 1966.
Ese mismo año, en 1966, ingresó a la Escuela de Derecho de la Universidad de Concepción, titulándose de abogado en 1972.
Paralelamente, ocupó un cargo en la Consejería de Promoción Popular y Desarrollo Social de Concepción hasta 1979, ejerciendo como presidente de los trabajadores entre 1968 y 1975.
Entre 1973 y 1974 asumió como Abogado de Defensa Municipal en Coronel y a partir de 1979 desarrolló su profesión libremente.
Entre 1969 y 1971 fue presidente del Partido Demócrata Cristiano (PDC) comunal en Coronel. También, durante ese período se desempeñó como Consejero provincial de su colectividad.
Entre 1987 y 1988 fue elegido Presidente comunal. Ese mismo año fue nombrado Vicepresidente de la campaña del NO. Luego, entre 1988 y 1998 fue vicepresidente provincial de Coyhaique del PDC, y también, presidente de la Concertación de Partidos por la Democracia y de la campaña presidencial de Patricio Aylwin en Coyhaique.
Entre 1990 y 1992 fue designado alcalde de Coyhaique y en 1993 vicepresidente provincial de su partido.
En diciembre de 1993 resultó elegido diputado por la XI región, distrito N.° 59, correspondiente a las comunas de; Coyhaique, Lago Verde, Aysén, Cisnes, Guaitecas, Chile Chico, Río Ibañez, Cochrane, O'Higgins y Tortel, para el período de 1994-1998. Integró la Comisión de Salud.
Falleció a los 77 años en Concepción el 10 de julio de 2016.

## Historial electoral

### Elecciones parlamentarias de 1993
- Elecciones parlamentarias de 1993 a diputado por el distrito 59 (Región de Aysén) [2]

| Candidato                  | Pacto                                      | Partido | Votos  | %     | Resultado |
| -------------------------- | ------------------------------------------ | ------- | ------ | ----- | --------- |
| Héctor Zambrano Opazo      | Concertación de Partidos por la Democracia | PDC     | 10 230 | 26,95 | Diputado  |
| Valentín Solís Cabezas     | Unión por el Progreso de Chile             | UCC     | 8318   | 21,91 | Diputado  |
| René Alinco Bustos         | Alternativa Democrática de Izquierda       | PC      | 8153   | 21,48 |           |
| Alejandro Colomes González | Concertación de Partidos por la Democracia | PPD     | 5538   | 14,59 |           |
| Agustín Benapres Castellón | Unión por el Progreso de Chile             | UCC     | 4745   | 12,50 |           |
| Arnaldo Jara Durán         | Alternativa Democrática de Izquierda       | PC      | 972    | 2,56  |           |